# Das Geheimnis der Fliegenden Fische
Das Geheimnis der Fliegenden Fische ist der deutsche Titel des stummen amerikanischen Zweiakters The Mystery of the Leaping Fish, den  William Christy Cabanne  und John Emerson 1916 nach einem Drehbuch von Tod Browning für die Triangle Film Co. unter der künstlerischen Oberleitung von D. W. Griffith realisierte. Anita Loos verfasste die Zwischentitel. Die Hauptrolle des exzentrischen Privatdetektivs ’Coke’ Ennyday, der seinen Spitznamen dem Kokainkonsum verdankt, spielte Douglas Fairbanks. Die Figur wird als Parodie auf Sherlock Holmes interpretiert, welcher ebenfalls zu Rauschmitteln griff, um seinen Scharfsinn zu beflügeln.

## Handlung
Der Akrobatik-Hauptdarsteller Fairbanks spielt in dieser ungewöhnlich deftigen Filmkomödie den Privatdetektiv ‘Coke’ Ennyday, der sich Kokain spritzt und als Karikatur von Sherlock Holmes angelegt ist. Er trägt einen Riemen mit Injektionsspritzen wie einen Patronengurt über der Brust und bedient sich immer wieder großzügig aus einer runden Büchse mit der Aufschrift „Kokain“, die auf seinem Schreibtisch steht und so groß ist wie eine Hutschachtel.
Fairbanks karikiert Holmes auch durch seine gewürfelte Detektivsmütze, seinen Mantel und sogar sein Auto, die alle gewürfelt sind, zusammen mit der schon erwähnten Neigung, sich, sobald er sich auch nur einen Augenblick lang unwohl fühlt, eine Ladung Kokain zu injizieren, um dann vor Lust hellauf zu lachen. Obendrein beobachtet er Besucher, die vor seiner Türe stehen, wie über eine Fernsehkamera durch ein -wie es der Zwischentitel nennt- „wissenschaftliches Periskop“, und teilt auf einer uhrähnlichen Skala an der Wand sich die Zeit in „Schlafen“, „Essen“, „Trinken“ und „Stoff“ ein.
Der Film zeigt eine leichtfertige und spaßhafte Haltung gegenüber dem Gebrauch von Kokain und Opiumtinktur durch ‘Coke’ Ennyday, verurteilt aber das Schmuggeln von Opium, wie es die asiatischen Gangster in dem Film tun. Ihr Treiben, das sie mit einer Waschanstalt tarnen, deckt Ennyday für die Polizei auf: sie transportieren die Droge in den titelgebenden „Fliegenden Fischen“, patentierten Schwimmtieren aus Gummi, die ein Mädchen für die Badekundschaft aufbläst. Es wird von einem Unbekannten, der es unbedingt heiraten will, erpresst und entführt. Aber auch diesen Fall löst Ennyday. Er befreit das Mädchen aus seiner Gefangenschaft in Chinatown und bringt die Schmugglerbande zur Strecke. Und natürlich probiert er auch gleich begierig von dem erbeuteten Opium.

## Hintergrund
Begonnen hat den Film W. Christy Cabanne, doch der wurde aus der Produktion hinausgeworfen. An seiner Stelle wurde John Emerson eingestellt, der den Film mit der Unterstützung durch Tod Browning zu Ende drehte
Photographiert hat den Film John W. Leezer, Karl Brown war sein Assistent an der Kamera. Den Schnitt besorgte Benjamin F. Zeidman.
Der Film wurde am 11. Juni 1916 in Amerika uraufgeführt. Er lief unter dem Titel Le mystère du poisson volant in Frankreich und wurde auch in Ungarn gezeigt, wo er A hal rejtélye hieß.

## Rezeption
Fairbanks scheute sich nicht, in seinen Filmen ‘Heilige Kühe’ zu schlachten; dazu gehörte in der Zeit des Ersten Weltkrieges in Amerika auch der Drogenkonsum, besonders unter den Neureichen und den Filmleuten. Nicht nur des Themas wegen wurde der Film für Fairbanks der letzte Zweiakter, sondern auch, weil er von da an in abendfüllenden Streifen auftreten konnte.
Heute ist The Mystery of the Leaping Fish eine Art Kultfilm geworden, weil er auf humoristische Weise mit dem Thema Drogen umgeht. Fairbanks dagegen mochte den Film nicht und wollte, wie man berichtet, ihn sogar aus dem Verleih nehmen lassen.
In Folge 2 der Dokumentarfilm-Reihe Birth of Hollywood wird der Film zitiert. Das MOM Museum of Modern Art in New York City zeigte eine restaurierte 35-mm-Kopie des Films am 10. Januar 2009.
The Mystery of the Leaping Fish ist enthalten in der DVD-Ausgabe „Douglas Fairbanks: A Modern Musketeer“ der edition filmmuseum (Box mit 5 DVDs und einem Booklet mit Texten zu den Filmen von Jeffrey Vance und Tony Maietta), die Brian Peterson veranstaltet hat.